# Падилья, Армандо
Армандо Падилья (исп. Armando Padilla; род. 27 августа 1956) — никарагуанский легкоатлет, выступавший в беге на короткие дистанции. Участник летних Олимпийских игр 1976 года.

## Биография
Армандо Падилья родился 27 августа 1956 года.
В 1976 году вошёл в состав сборной Никарагуа на летних Олимпийских играх в Монреале. В беге на 100 метров занял в забеге 1/8 финала последнее, 8-е место, показав результат 11,52 секунды и уступив 0,93 секунды попавшему в четвертьфинал с 3-го места Эйнсли Армстронгу из Тринидада и Тобаго. В беге на 200 метров занял в забеге 1/8 финала 4-е место с результатом 23,07, в четвертьфинале — 7-е место с результатом 22,74, уступив 1,67 секунды попавшему в полуфинал с 4-го места Питеру Фицджеральду из Австралии.

## Личные рекорды
- Бег на 100 метров — 10,6 (1975)[3]
- Бег на 200 метров — 22,0 (1975)[3]